# Bahnhof Denzlingen
Der Bahnhof Denzlingen ist ein Trennungsbahnhof in Baden-Württemberg, an dem die Elztalbahn Denzlingen–Elzach von der Hauptstrecke Mannheim–Karlsruhe–Freiburg–Basel (Rheintalbahn) abzweigt. Er wird von Zügen der Deutschen Bahn AG (DB) sowie der SWEG Südwestdeutschen Landesverkehrs-AG (bis Dezember 2017: Breisgau-S-Bahn GmbH) bedient und besitzt insgesamt vier Bahnsteiggleise.

## Geschichte
Mit der Inbetriebnahme des Streckenabschnittes Offenburg–Freiburg (Breisgau) Hbf der von Mannheim über Karlsruhe und Freiburg nach Basel führenden Rheintalbahn am 30. Juli 1845 begann die Geschichte des Bahnhofs Denzlingen.
Die Elztalbahn in Richtung Waldkirch wurde schließlich 1875 auf Initiative der Stadt Waldkirch fertiggestellt. Den Betrieb, der am 1. Januar 1875 eröffnet wurde, übertrug die Stadt Waldkirch 1887 den Großherzoglich Badischen Staatseisenbahnen. Erst 1901 wurde die Elztalbahn um zwölf Kilometer bis zu ihrem heutigen Streckenendpunkt Elzach verlängert.
1955 wurde die komplette Strecke der Rheintalbahn und damit auch der Bahnhof Denzlingen elektrifiziert.
Im Jahr 1997 wurde die Elztalbahn vom Zweckverband Regionalverkehr Breisgau (ZRF) zusammen mit der Breisacher Bahn als Pilotstrecke für das integrierte Regionalverkehrskonzept „Breisgau-S-Bahn 2005“ ausgewählt. In den folgenden Jahren wurde das Angebot im Personenverkehr ausgebaut und die Bahnanlagen umfassend saniert und erneuert.
Die Unterführung zum Mittelbahnsteig wurde in den frühen 1980er-Jahren gleichzeitig mit der Straßenunterführung Vörstetter Straße erbaut. Zuvor war der Mittelbahnsteig für die Fahrgäste über einen Reisendenübergang erreichbar. Eine Schiebeschranke zwischen den Gleisen wurde vor Ankunft eines Zuges auf Gleis 2, und nochmals nach Abfahrt desselben, vom diensthabenden Bahnhofsmitarbeiter mit deutlicher Ansage geöffnet – ähnlich wie bis 2020 in Waldkirch, jedoch manuell. Die Position der Furt ist noch heute (2020) erkennbar am geriffelten Bordstein auf Gleis 2 gegenüber dem Bahnhofsgebäude.

## Empfangsgebäude
Das recht stattliche Empfangsgebäude des Denzlinger Bahnhofs beherbergt heute im Erdgeschoss eine Bäckerei-Filiale. Das obere Stockwerk befindet sich in Privatbesitz.

## Gleisanlagen
Der Bahnhof Denzlingen besitzt drei durchgängige Hauptgleise, welche alle über einen Bahnsteig verfügen. Vom Hauptgleis 1 zweigt in nördliche Richtung ein weiteres Bahnsteiggleis mit der Nummer 5 ab, welches der Ausgangspunkt der Elztalbahn darstellt. Daneben liegen noch zwei bahnsteiglose Abstellgleise.
- Gleis 1 ist das durchgehende Gleis am Hausbahnsteig. Hier verkehren heute alle Regionalzüge der Deutschen Bahn in Richtung Offenburg.
- Gleis 2 ist ein Durchgangsgleis und teilt sich mit Gleis 3 einen Mittelbahnsteig. Hier halten die DB-Züge nach Basel und die SWEG-Züge nach Freiburg.
- Das am Mittelbahnsteig zu Gleis 2 liegende Gleis 3 dient heute lediglich als Ausweichgleis für Züge in südliche Richtung.
- Auf dem in nördlicher Richtung von Gleis 1 abzweigenden Gleis 5 halten die SWEG-Züge in Richtung Waldkirch und Elzach.
- Die Gleise 6 und 7, welche als Stumpfgleise für den Güterverkehr dienen, sind heute noch sichtbar und werden von der Deutschen Bahn als Abstellgleise für Bauzüge verwendet. Die Gemeinde Denzlingen plant, diese Gleise zurückzubauen und die Fläche für ein P+R-Parkhaus zu verwenden.[8]

Der Zugang zum Mittelbahnsteig erfolgt durch eine Unterführung mit Treppen und Rampen. Aufzüge gibt es hier nicht. Der Einstieg in die hier verkehrenden Züge ist damit nicht barrierefrei.

## Zugverbindungen
Denzlingen wird täglich von 120 Zügen bedient. Es bestehen Direktverbindungen nach Basel, Freiburg im Breisgau, Offenburg und Karlsruhe. Die Gemeinde gehört dem Regio-Verkehrsverbund Freiburg (RVF) an.

### Fernverkehr
Planmäßig halten in Denzlingen keine Fernverkehrszüge. Die nächste, planmäßig im Fernverkehr bediente Station, ist Freiburg (Breisgau) Hauptbahnhof. Jedoch dient der Denzlinger Bahnhof bei Bauarbeiten rund um den Freiburger Hauptbahnhof vereinzelt als Ersatzhalt, falls die Fernzüge die Güterumgehungsbahn Freiburg benutzen müssen.

### Nahverkehr
Planmäßig wird Denzlingen von den Regional-Express-Zügen zwischen Offenburg und Basel bedient. Hinzu kommen stündlich die Regionalbahnen der Linie RB26 sowie einzelne Züger der Linie RB27. Auf der Elztalbahn nach Waldkirch und Elzach fährt die halbstündlich die Linie S2 der SWEG.
| Linie | Verlauf | Takt | Betreiber |
| ----- | --- | --- | --------- |
| RE7   | Offenburg – Lahr (Schwarzw) – Emmendingen – Denzlingen – Freiburg (Breisgau) – Schallstadt – Bad Krozingen – Müllheim (Baden) – Basel Bad Bf (– Basel SBB) | 60 min                                                                                                   | DB Regio  |
| RB26  | (Müllheim (Baden) – Buggingen – Heitersheim – Bad Krozingen – Norsingen – Schallstadt – Ebringen –) (einzelne Züge wochentags) Freiburg (Breisgau) Hbf – (Freiburg-Herdern → Freiburg-Zähringen →) (ein Zug morgens in Tagesrandlage) Gundelfingen (Breisgau) – Denzlingen – Kollmarsreute – Emmendingen – Teningen-Mundingen – Köndringen – Riegel-Malterdingen – Kenzingen – Herbolzheim (Breisgau) – Ringsheim – Orschweier – Lahr (Schwarzw) – Friesenheim (Baden) – Offenburg Stand: Fahrplanwechsel Dezember 2022 | 60 min                                                                                                   | DB Regio  |
| RB27  | (Basel Bad Bf – Weil am Rhein – Haltingen – Eimeldingen – Efringen-Kirchen – Istein – Kleinkems – Rheinweiler – Bad Bellingen – Schliengen – Auggen) (außer vormittags) / Neuenburg (Baden) – Müllheim (Baden) – Buggingen – Heitersheim – Bad Krozingen – Norsingen – Schallstadt – Ebringen – Freiburg-Sankt Georgen – Freiburg (Breisgau) Hbf – Denzlingen – Emmendingen Stand: Fahrplanwechsel Dezember 2022 | einzelne Züge in Tagesrandlage                                                                           | DB Regio  |
| S2    | Freiburg (Breisgau) Hbf – Freiburg-Herdern – Freiburg-Zähringen – Gundelfingen (Breisgau) – Denzlingen – Buchholz (Baden) – Batzenhäusle – Waldkirch – Kollnau – Gutach (Breisgau) – Bleibach – Niederwinden – Oberwinden – Elzach Stand: Fahrplanwechsel Dezember 2022 | 30 min (Freiburg–Bleibach) 30/60 min (Bleibach–Elzach wochentags) 60 min (Bleibach–Elzach am Wochenende) | SWEG      |

### Busverkehr
Östlich der beiden Güterabstellgleisen befindet sich der Zentrale Omnibusbahnhof (ZOB) mit sechs Bussteigen. Dort verkehren die regionalen und städtischen Buslinien, welche den Bahnhof mit den umliegenden Städten, Gemeinden und Dörfern verbinden. Eine Buslinie ergänzt die Elztalbahn in Richtung Waldkirch und Elzach (Linie 7206). Ein siebter Bussteig liegt seitlich des Busbahnhofs in Richtung Süden und trennt den Busbahnhof und das Empfangsgebäude. Dort verkehren ausschließlich die Busse und Taxen bei einem eventuellen Schienenersatzverkehr.

### Radverkehr
Seit März 2024 befindet sich am Bahnhof Denzlingen eine Station des Fahrradverleihsystems Frelo. Weitere Stationen befinden sich im Osten Denzlingens sowie in den Nachbargemeinden Reute, Vörstetten und Gundelfingen, wodurch diese besser an den Bahnhof angeschlossen wurden. Zu den vorhandenen 350 überdachten Radabstellplätze wurden bis November 2024 196 neue Radabstellplätze geschaffen.